# Schlacht am Dungan’s Hill
Die Schlacht am Dungan’s Hill (englisch Battle of Dungan’s Hill, irisch Cath Chnoc Dhongan) fand während der Irischen Konföderationskriege im August 1647 zwischen der Armee der Konföderation Irland und der englischen Parlamentarier-Armee im Osten Irlands statt. Die irische Armee wurden auf ihrem Marsch Richtung Dublin abgefangen und vernichtet. Obwohl die Schlacht selbst in Irland relativ unbekannt ist, verlief sie doch relativ blutig (mit über 3.000 Toten) und hatte große politische Auswirkungen, die schließlich zum Zusammenbruch der irischen Konföderation im Jahr 1649 führten. 

## Hintergrund
Im Jahr 1647 kontrollierte die irische Konföderation mit Ausnahme einiger parlamentarischer Enklaven rund um Dublin und Cork, sowie einem schottischen Außenposten in Ulster, ganz Irland. Ein Jahr zuvor hatte die Konföderation einen Vertrag mit den englischen Royalisten abgelehnt, um zuerst die restlichen britischen Truppen aus Irland zu vertreiben.
Im August 1647 war daher die konföderierte Armee aus Leinster unter Thomas Preston auf dem Weg nach Dublin, um die dortige englisch-parlamentarische Garnison unter Michael Jones zu besiegen und Dublin zurückzuerobern. Jones’ Armee befand sich gerade in Trim Castle, um die dortige Garnison zu unterstützen. Preston, der Jones überwachen ließ, versuchte die Gelegenheit zu nutzen, und Dublin vor Jones zu erreichen. Er schaffte jedoch nur knapp 20 km und so kam es 40 km vor Dublin bei Dungan’s Hill (nahe der heutigen Ortschaft Summerhill, an der Hauptstraße zwischen Trim und Maynooth) zum Kampf der jeweils ca. 6.000 Mann starken Armeen.

## Die Schlacht
Aus parlamentarischer Sicht, wurde ihnen der Sieg durch die Inkompetenz der irischen Kommandanten nahezu geschenkt. Preston war zwar ein Veteran aus dem Dreißigjährigen Krieg, als er die spanische Garnison bei Leuven kommandierte, hatte aber keinerlei Erfahrungen mit offener Kriegsführung oder dem Einsatz von Kavallerie – im Gegensatz zu Jones. Preston versuchte seine Reiter über einem schmalen Weg in Position zu bringen, diese gerieten dabei jedoch unter Beschuss, ohne sich wehren zu können. Demoralisiert flohen die Reiter und ließen die irische Infanterie zurück.
Die konföderierte Infanterie war hauptsächlich mit Piken sowie schweren Musketen bewaffnet und ihre bevorzugte Formation (Tercio) ähnelte denen spanischer Truppen, die zwar schwer zu durchbrechen, gleichzeitig aber auch sehr starr und unbeweglich war. Zusätzlich fehlte die irische Kavallerie, um die Flanken der Formation zu schützen. Schlimmer jedoch war, das Preston seine Armee innerhalb eines großen, mit Steinwällen umschlossenen Feldes positionierte, so dass diese leicht von den gegnerischen Einheiten eingekesselt werden konnten. Knapp die Hälfte der Infanterie, einschließlich Preston, gelang es, die Reihen der englischen Kavallerie zu durchbrechen und in ein nahegelegenes Moor zu flüchten, wohin ihnen die feindlichen Reiter nicht folgen konnten. 
Die übrig gebliebene irische Infanterie konnte zuerst einige Angriffe auf ihre Position abwehren, bevor sie einen Versuch unternahmen ihren Kameraden in das sichere Moor zu folgen. Dabei lösten sie jedoch ihre Position auf, was den britischen Reitern die Möglichkeit gab, die Truppe zu teilen und schließlich einzukreisen. Was genau danach passierte ist nicht vollständig geklärt. Parlamentarische Quellen sprechen einfach von einer Zerstörung der irischen Truppe. Irische Quellen sprechen davon, dass sich die Truppen ergaben, dann aber massakriert wurden. Eine andere Quelle, der katholische Mönch O Meallain, behauptet, die Leichen der irischen Fußsoldaten wurden mit zusammengebunden Füßen aufgefunden. Eine Studie aus dem Jahr 2001 (Padraig Lenihan, Confederate Catholics at War, Cork 2001) hält folgendes Szenario für am wahrscheinlichsten: Die Iren versuchten sich zu ergeben, was nach den Regeln des Krieges im 17. Jahrhundert allerdings nicht angenommen werden musste. In diesem Fall lehnten die Parlamentarier ab und massakrierten die irischen Soldaten. Ca. 3.000 konföderierte Soldaten starben bei Dungan’s Hill – die meisten bei dem Massaker am Ende der Schlacht. Die wenigen Gefangene die gemacht wurden, waren meist Offiziere, für die man Lösegeld verlangen oder die man gegen eigenen Gefangene austauschen konnte. Unter den Gefangenen war auch Richard Talbot, 1. Earl of Tyrconell (später Earl of Tyrconnell und Lord Deputy of Ireland).
Direkt nach dieser Schlacht begab sich die konföderierte Ulster-Armee unter Eoghan Rua Ó Néill nach Süden, um die Gebiete in Leinster vor parlamentarischen Truppen zu schützen. Doch die am besten trainierte und ausgestattete Armee der Konföderation war vernichtend geschlagen worden und damit war auch die Chance vergeben, ohne Hilfe der englischen Royalisten diesen Krieg zu gewinnen.